# Сосновское сельское поселение (Мордовия)
Сосновское се́льское поселе́ние — муниципальное образование в Зубово-Полянском районе Мордовии Российской Федерации.
Административный центр — посёлок Сосновка.

## История
Статус и границы сельского поселения установлены Законом Республики Мордовия от 7 февраля 2005 года № 12-З «Об установлении границ муниципальных образований Зубово-Полянского муниципального района, Зубово-Полянского муниципального района и наделении их статусом сельского поселения, городского поселения и муниципального района».

## Население
| 2002  | 2010  | 2012  | 2013  | 2014  | 2015  | 2016  |
| ----- | ----- | ----- | ----- | ----- | ----- | ----- |
| 5213  | ↘4557 | ↘4517 | ↘4455 | ↘4397 | ↘4355 | ↗4374 |
| 2017  | 2018  | 2019  | 2020  | 2021  |       |       |
| ↗4615 | ↗4623 | ↘4561 | ↘4469 | ↘2869 |       |       |

## Состав сельского поселения
| № | Населённый пункт | Тип населённого пункта          | Население |
| - | ---------------- | ------------------------------- | --------- |
| 1 | Молочница        | посёлок                         | ↘1423     |
| 2 | Пионерский       | посёлок                         | ↘12       |
| 3 | Сосновка         | посёлок, административный центр | ↘3122     |